# Hermandad de Pasión (Sevilla)
La Hermandad de Pasión es una archicofradía católica de Sevilla, Andalucía, España. Procesiona en la Semana Santa el Jueves Santo.
Su nombre completo es Archicofradía del Santísimo Sacramento, Pontificia y Real de Nazarenos de Nuestro Padre Jesús de la Pasión y Nuestra Madre y Señora de la Merced.

## Historia

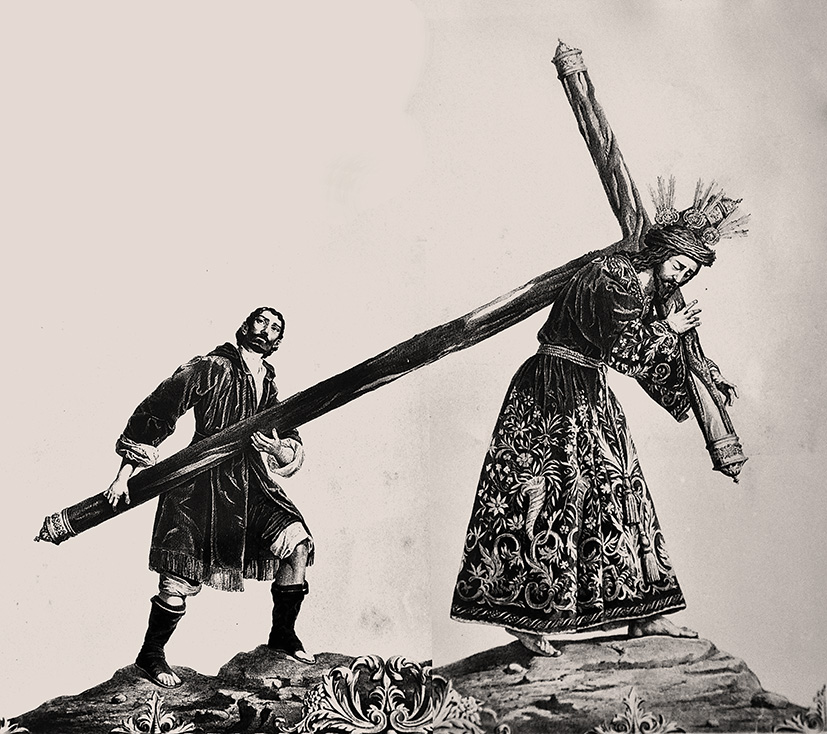
Nuestro Padre Jesús de la Pasión acompañado por el Cirineo. Grabado de Antonio Montero (1846).

En la primera mitad del siglo XVI se fundó en el convento de la Merced la Hermandad de los Martirios y Sangre de Nuestro Señor Jesucristo. A mediados de aquel siglo cambió su título por el de Hermandad de la Sagrada Pasión de Nuestro Redentor Jesucristo, a semejanza de una cofradía fundada en la iglesia de Santiago de Valladolid en 1531 y a la cual se encontraba unida.
En 1535 Francisco de Xerez obtuvo la sala capitular del convento para su uso como capilla de enterramiento familiar. En 1578 Francisca de Pineda, su viuda, entregó esta capilla a la hermandad, que le pagó 200 ducados. La hermandad se instaló en la capilla en 1579, obligándose a pagar 1000 maravedís anuales a los mercedarios y a reservarles un sitio en la procesión del Jueves Santo. Sus primeras reglas datan de 1598. Aunque se conoce con certeza su presencia en la estación de penitencia por lo menos desde principios del XVII -al igual que el Cirineo- es en las reglas de 1808 cuando aparece el testimonio más antiguo de la denominación de Virgen de la Merced.
En 1810 la invasión francesa de Sevilla trajo consigo la ocupación del convento y la pérdida de las joyas, pasos y otros enseres de la hermandad, así como de numerosos documentos de la misma. Las imágenes fueron trasladadas a la iglesia de San Julián.
La hermandad se reorganizó en 1818, regresando al convento de la Merced. Volvió a procesionar en 1842. En 1844 la reina Isabel II le dio a la hermandad autorización para usar el color morado en las túnicas de los nazarenos y para procesionar el Viernes Santo si fuere necesario. En agradecimiento, fue nombrada hermana mayor honoraria. Por esto, la hermandad obtuvo el título de real. En 1857 otra orden real permitió que la hermandad pudiera procesionar el Jueves Santo de nueve a doce de la noche. En 1849 se hicieron hermanos los duques de Montpensier.
En 1868 se fusionó con la Hermandad Sacramental, de Ánimas Benditas y del Rosario de la iglesia de San Miguel, aunque ese templo fue derribado ese mismo año por el régimen surgido de la Revolución de 1868.
En 1868 la hermandad se trasladó a la iglesia del Salvador, situando sus imágenes en altares de la nave de la epístola. En 1918 se fusionó con la Archicofradía Sacramental del Salvador, de ese mismo templo por lo que, en 1920, trasladaron sus imágenes a la capilla del Sagrario. Con esta fusión, además de beneficios espirituales, la Hermandad de Pasión absorbe las dependencias de la Sacramental en el propio edificio del Salvador y un rico patrimonio artístico, como las imágenes de la Virgen del Voto, el Señor de los Afligidos o el de la Humildad y Paciencia.
En los años 2004 y 2023, el Señor de Pasión participó en el Santo Entierro Grande, además de presidir el VíaCrucis de las cofradías de Sevilla en el año 1981.

## Jesús de la Pasión

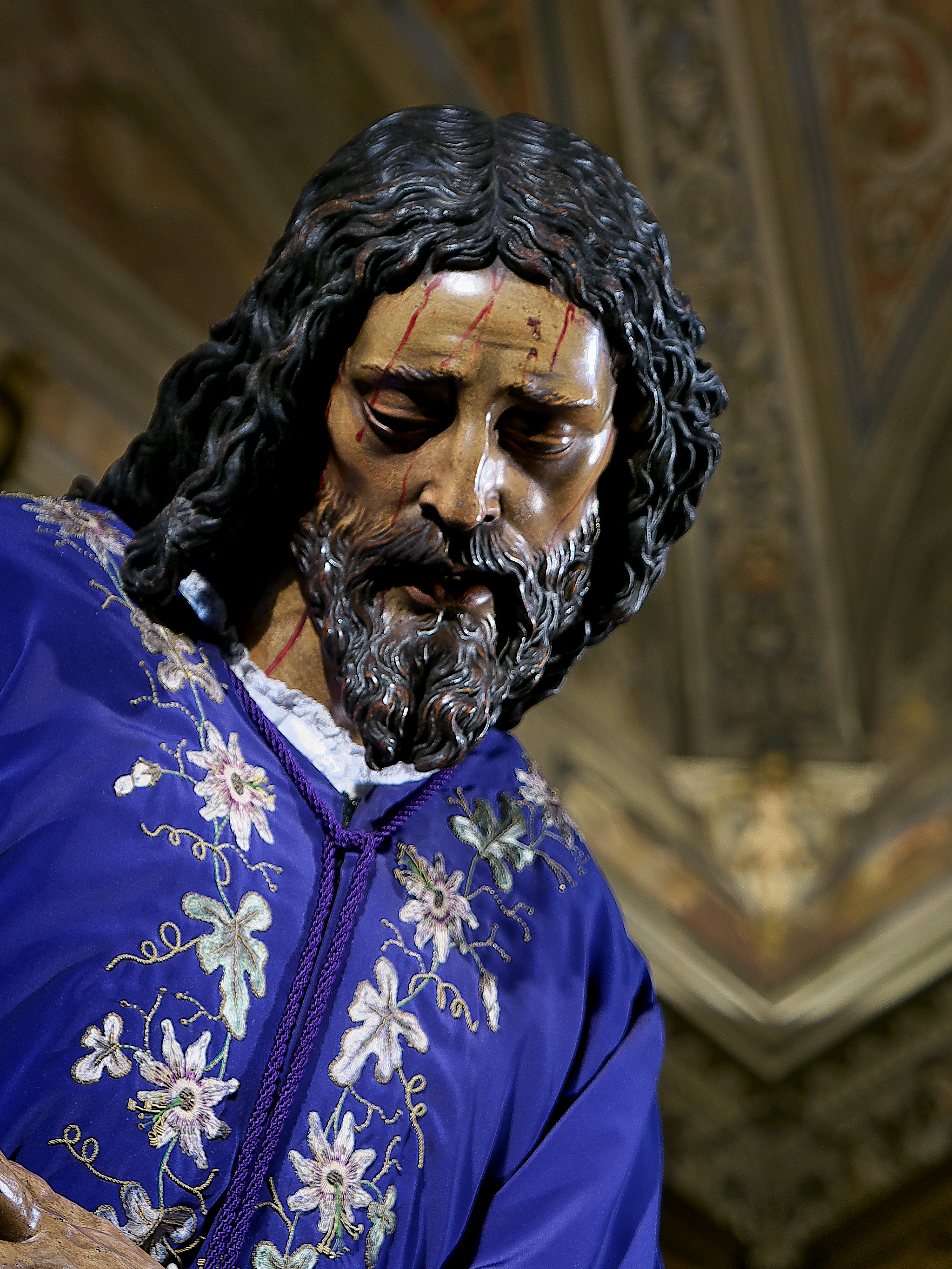
Jesús de la Pasión, unas de las obras magnas de Juan Martínez Montañés.

La imagen de Jesús de la Pasión fue esculpida por Juan Martínez Montañés entre 1610 y 1615. Llevaron a cabo pequeñas reformas en la imagen Cesareo Ramos en 1841, Manuel Gutiérrez Reyes y Cano en el 1900 y Carlos González de Eiris en 1916. Fue restaurado por Francisco Peláez del Espino en 1974 y por los hermanos Cruz Solís en 1995.
Nuestro Padre Jesús de la Pasión es una talla completa en madera para vestir con los hombros y codos articulados para sujetar los brazos a la cruz. Presenta desbastados los brazos y el torso, mientras cabeza, antebrazos, manos, piernas y pies se encuentran perfectamente anatomizados.
Representa con realismo a un Cristo manso, bello y dulce que sufre llevando en sus espaldas el peso de nuestros pecados. Carga todo el peso sobre la pierna izquierda flexionada, mientras que el pie derecho semilevantado se apoya escasamente sobre la peana rocosa "arrancando a caminar" -extraordinario alarde técnico del escultor que logra alcanzar el equilibrio de la escultura a pesar de lo arriesgado de su postura.
La policromía original es atribuida a Francisco Pacheco, quien colaboraba habitualmente con él en aquella época.

### Cirineo

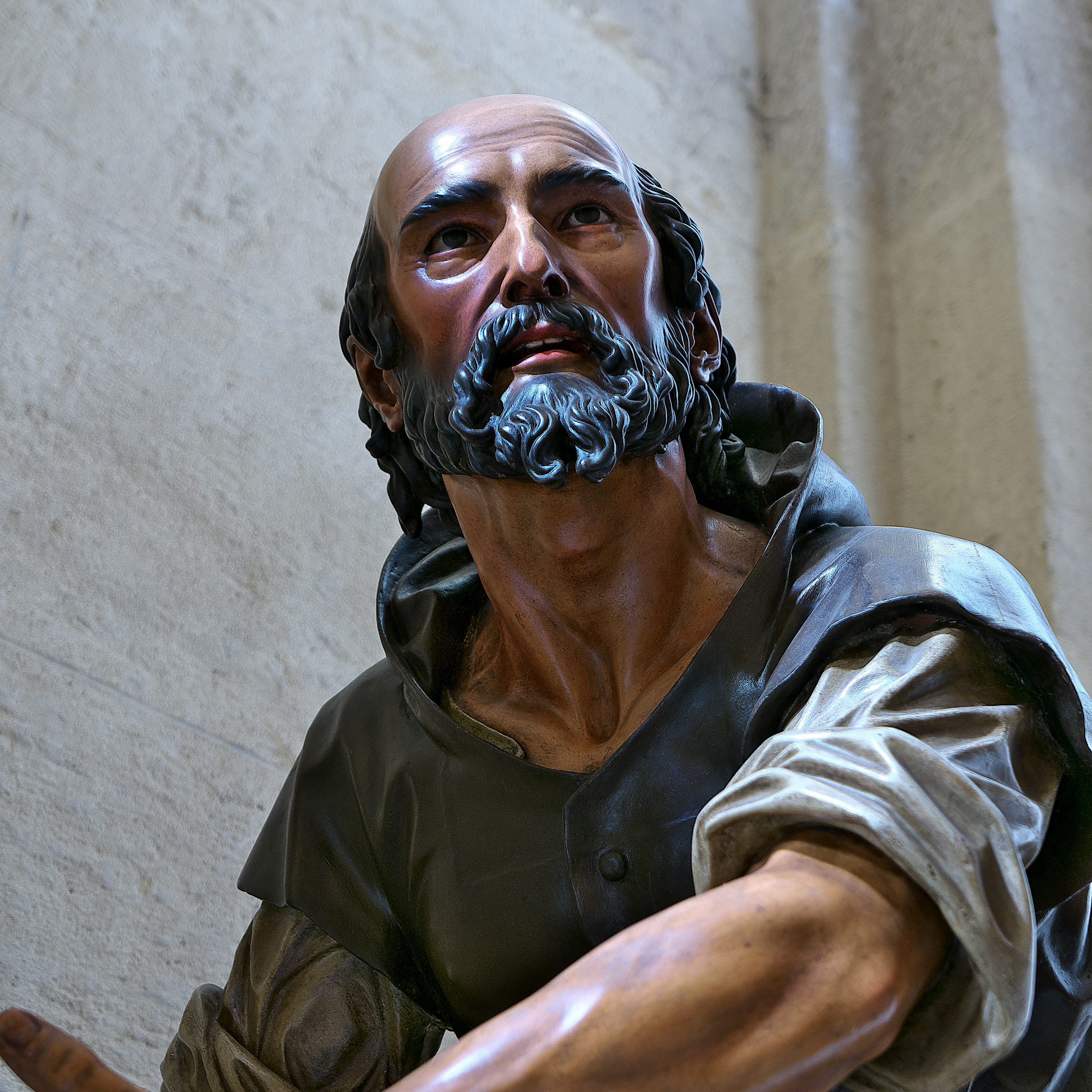
Cirineo de Pasión de Sebastián Santos.

La imagen de Nuestro Padre Jesús de la Pasión la creó Montañés para ser acompañada por una escultura de Simón de Cirene. Desde época muy temprana se conocen testimonios que dan fe de que al Señor de Pasión lo acompañaba un cirineo. El más temprano es el del Abad Alonso Sánchez Gordillo, que entre 1632-34, describía el paso del Señor en estos términos:

Y en lo último de ella Nuestro Señor en andas sobre los hombros de los cofrades y hermanos de la Cofradía con la Santa Cruz sobre sus hombros y Simón Cirineo que lo ayuda. Son ambas figuras muy proporcionadas a lo que representan y mueven mucho a la devoción…”.
Abad Alonso Sánchez Gordillo

No tenemos conocimiento de cómo sería el primer cirineo que acompañó a la imagen de Nuestro Padre Jesús de la Pasión -probablemente esculpido por el propio Montañés-. El más antiguo del que tenemos noticias se incorporó a la Hermandad en 1844; por la postura de su cabeza, se lo llamó popularmente el "Mirabalcones”. En 1950, José Rodríguez Fernández Andes presentó a la Hermandad una interesante cabeza, procedente de los agustinos de Córdoba, atribuida a Juan de Mesa, para la que el propio Andes realizó el candelero. Se sustituyó en 1970 por la espléndida escultura de talla completa del cirineo labrada por Sebastián Santos, considerada una de las mejores obras de la imaginería sevillana del siglo XX. "Con argumentos poco convincentes, fue suprimida del paso procesional en 1974"

En 1974 se omitió la efigie del Cirineo. De esta forma, se rompió la armonía del conjunto y se alteró la voluntad histórica.
Juan Miguel González Gómez - Catedrático de Historia del Arte de la Universidad de Sevilla

.

### Paso procesional

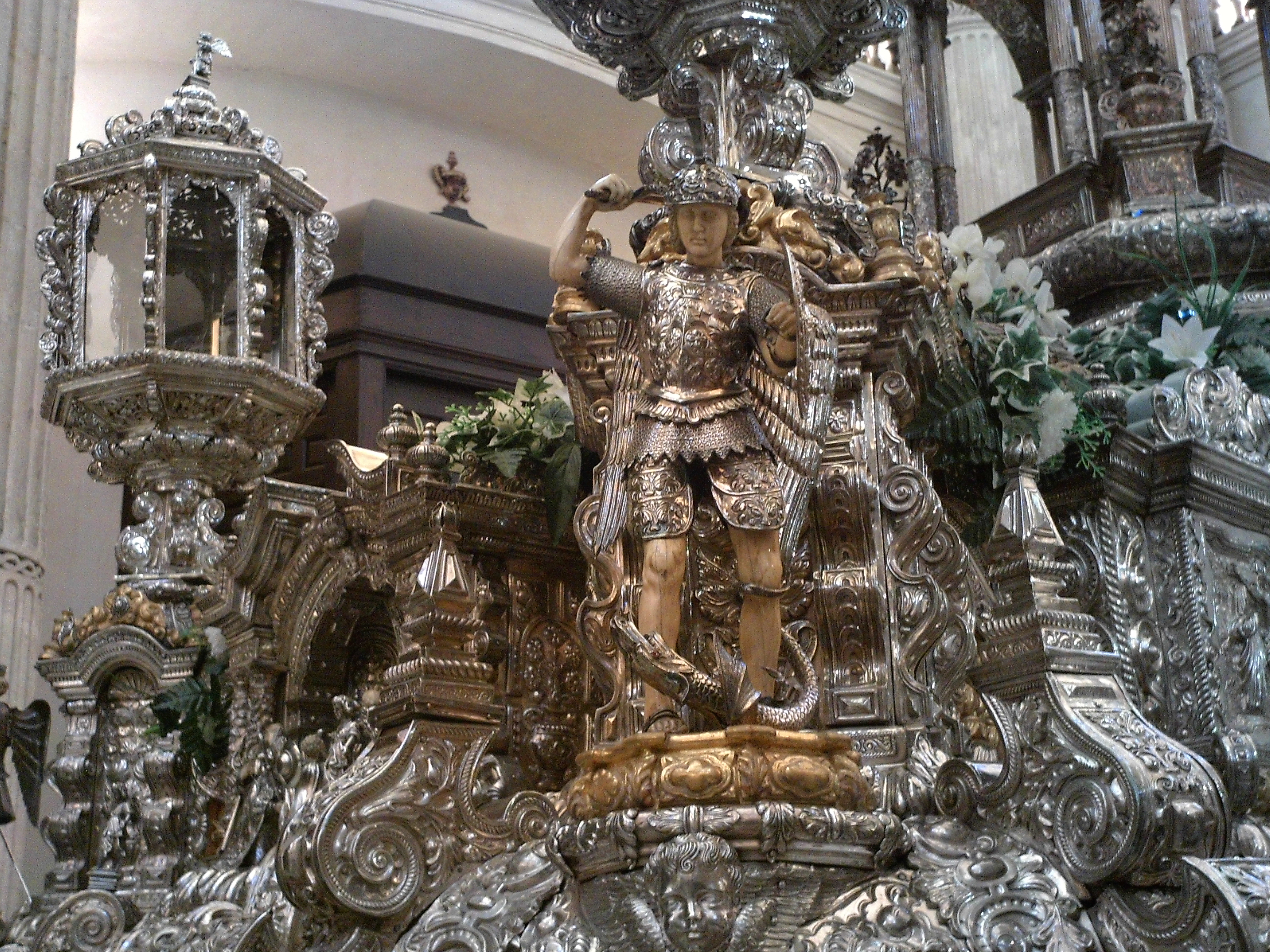
Detalle de San Miguel Arcángel en la canastilla del Señor

El paso más antiguo del que se tiene noticia es uno soberbio de carey y plata que se perdió durante la ocupación francesa. En 1846, la hermandad adquirió un paso para Jesús de Pasión, con una peana de caoba y elementos dorados. En 1865 la hermandad obtuvo otro paso, de madera dorada, realizado por Juan Rossy, que fue adquirido en 1908 por la Hermandad de San Roque. Este paso se había sustituido en 1900 por el que diseñó Pedro Domínguez y que, tras su muerte, concluyó Gutiérrez Cano. Este fue el que ardió en el incendio del almacén en 1940. El actual paso fue realizado por Cayetano González en 1943. Es de estilo neobarroco. En la elaboración de su iconografía participaron los sacerdotes José Sebastián y Bandarán y Valentín Gómez Pérez. En él destaca la gran cantidad de plata empleada. En el frontal está representado el Triunfo de la Eucaristía, en la parte trasera está la Virgen de la Merced. En el lateral izquierdo está la Transfiguración de Jesús. En el lateral derecho está representada la Exaltación de la Santa Cruz. En los ángulos del paso hay estatuas de San Miguel, San Rafael, San Gabriel y el Ángel Custodio.

## Nuestra Madre y Señora de la Merced

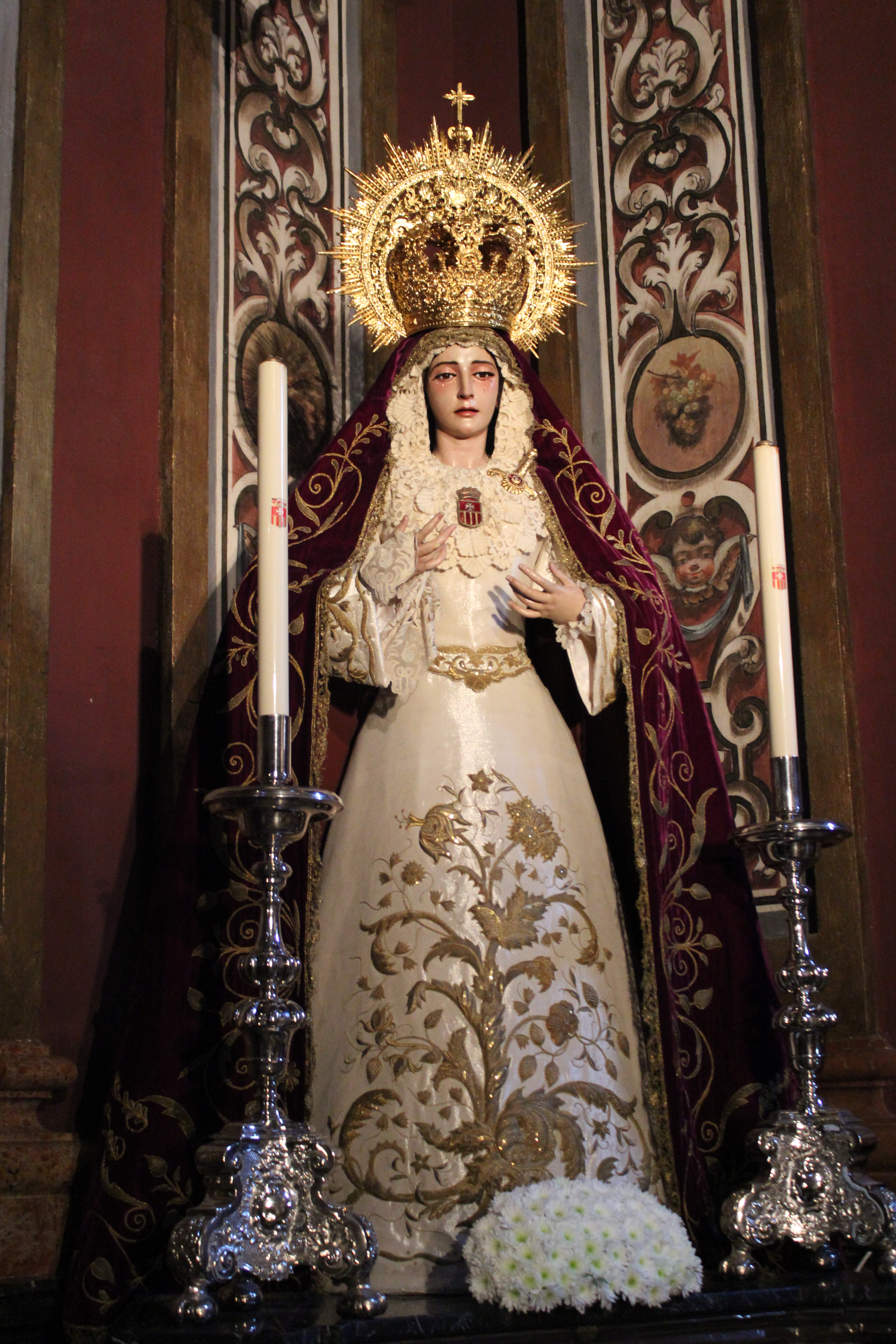

La imagen de Nuestra Madre y Señora de la Merced fue realizada por Sebastián Santos Rojas en 1966. La anterior Virgen de la Merced, que había adquirido la Hermandad en 1842, se trasladó al convento de las Mercedarias.

### San Juan Evangelista
Procesiona con el San Juan Evangelista, realizado en 1862 por Juan de Astorga.

### Paso de Palio
El paso de palio es de 1929. Es de estilo neogótico. El palio y el manto son de terciopelo azul con bordados en oro, fueron diseñados por Antonio Amian y Austria (Córdoba, 1842 - Sevilla, 1933) y bordados en el taller de Carmen Capmany.

## Sede
Durante su historia ha residido en los siguientes templos: Convento de la Merced, Iglesia de San Julián, iglesia de San Miguel; hasta que se trasladó a la iglesia del Salvador, lugar donde permanece desde 1868.
En 2003, se trasladó a la iglesia de la Misericordia de la ciudad, por el inicio de las obras de rehabilitación de la parroquia del Salvador. Desde ahí, la hermandad realizó su Estación de Penitencia los años siguientes, hasta que el 16 de febrero de 2008 La hermandad regresó a la iglesia del Salvador.
|                                      |
| Convento de la Merced (1535 - 1810). |

|                                      |
| Iglesia de San Julián (1810 - 1819). |

|                                      |
| Iglesia de San Miguel (1841 - 1868). |

|                                                      |
| Iglesia del Salvador (1868 - 2003; 2008 - presente). |

|                                           |
| Iglesia de la Misericordia (2003 - 2008). |

## Túnicas y cirios
Tanto para el paso del Señor como para el de la Virgen, los nazarenos y penitentes llevan túnica de cola de ruan negro. El antifaz lleva el escudo bordado de la Virgen de la Merced. Esparto de 8 cm en la cintura y cíngulo de abacá.
A diferencia de las túnicas, los cirios son rojos en el cortejo de Jesús de Pasión y blancos en el de la Virgen de la Merced.

## Música
La archicofradía cuenta con varias marchas procesionales dedicadas a sus titulares, entre ellas la que se considera la más antigua de las compuestas para la Semana Santa de Sevilla:
- El Señor de Pasión (Ramón González Varela, 1897)
- Marcha fúnebre a Nuestro Padre Jesús de la Pasión (Joaquín Turina Pérez, 1899)
- Pasión (José del Castillo Díaz)
- Nuestra Señora de la Merced (Pedro Braña Martínez, 1951)
- Jesús de Pasión (Pedro Braña Martínez, 1971)
- Pasión (José Albero Francés, 1983)
- Nuestro Padre Jesús de Pasión (Miguel Vázquez Garfia, 1983)
- Nazarenos de Pasión (Fulgencio Morón Ródenas, 1994)
- Al Señor de Pasión (Abel Moreno Gómez, 1999)
- Nuestra Señora de la Merced (José Manuel Bernal Montero, 2007)
- Jesús de la Pasión (Jacinto Manuel Rojas Guisado, 2010)

En su archivo figuran numerosas partituras de composiciones para los cultos, entre las que destacan las debidas a Joaquín Turina, hermano que fue de la corporación. A él se deben por ejemplo las coplas de novena Salid a la muralla doncellas de Sion, de 1897, sobre letra de Francisco Rodríguez Marín.

## Hermandad Sacramental
En 1918 se fusionó la Hermandad de Pasión con la Archicofradía Sacramental del Salvador, de ese mismo templo por lo que, en 1920, trasladaron sus imágenes a la capilla del Sagrario.1
La Hermandad Sacramental del Salvador fue fundada a comienzos del siglo XVI, con la ayuda de Teresa Enríquez, que estuvo en Sevilla en 1511. Sus primeras reglas son de 1543. En 1621 adquirieron una custodia de torre de plata, realizada por Miguel Sánchez. A finales del siglo XIX la sacramental se fusionó con la de ánimas del mismo templo, que contaba con una imagen de Jesús de los Afligidos, realizada por Gaspar Ginés de hacia 1635.
La antigua Congregación del Santísimo Rosario de la colegiata del Salvador se constituyó como Muy Ilustre Hermandad de Cristo Nuestro Crucificado y María Santísima del Rosario en sus reglas de 1829. Esta hermandad tenía una imagen de la Virgen del Rosario del siglo XVIII atribuida a Cristóbal Ramos. A comienzos del siglo XX la imagen pasó a ser custodiada por la hermandad sacramental. Fue restaurada por Ricardo Comas en 1986 y en 1987 fue depositada en el asilo de Cristo Rey.
En la iglesia del Salvador hay una imagen de la Virgen de las Aguas, del siglo XIII, que fue titular de una hermandad. En 1972 fue llevada por una cuadrilla de costaleros pertenecientes a las hermandades de Pasión y del Amor, con sede en este templo. Entonces pasó a ser la primera imagen de la ciudad que procesionó con una cuadrilla de costaleros no asalariados.
La capilla del Sagrario actual de la colegiata fue construida entre 1750 y 1756. En esta obra participó Vicente de Bengoechea. Esta capilla sufrió un incendio en 1905, siendo reconstruida por el arquitecto diocesano Juan Talavera de la Vega con murales del pintor Manuel Cañas.
La Archicofradía de Pasión disfruta de un rico patrimonio procedente de la Hermandad Sacramental del Salvador: el Altar Sacramental, la Santísima Virgen del Voto, el Cristo de la Humildad y Paciencia, Nuestro Padre Jesús de los Afligidos, la Virgen del Rosario...

## Distinciones y Hermanos ilustres
La "Medalla de oro" fue instituida por la Archicofradía como reconocimiento a los excepcionales méritos que concurren en algunos hermanos. Hasta el día de hoy se la han otorgado a cinco hermanos: En 1966, al Rvdo. Padre D. José Sebastián y Bandarán; en 1967, a Miguel Bermudo Barrera; en 1974, a Juan Fernández Rodríguez y García del Busto; en 1988, a su Majestad el Rey de España D. Juan Carlos I y, en 1991, a Francisco Navarro Sánchez del Campo.
La hermandad ha tenido entre sus hermanos a numerosos miembros de la familia real como el rey Juan Carlos I, S.A.R la condesa de Barcelona, S.A.R Luisa de Orleans, S.A.R Carlos de Borbon-Dos Sicilias, S.A.R María de la Esperanza de Borbón y Orleans, la princesa imperial de Brasil María de la Gloria de Orleans-Braganza, el Príncipe Imperial de Brasil Pedro Gastón de Orleans-Braganza o los duques de Orleans -Antonio de Orleans y Luisa Fernanda de Borbón.
Igualmente cuenta con miembros ilustres como Pedro Tortolero, Joaquín Turina y Areal, Joaquín Turina Pérez, José María Izquierdo, Sebastián Santos, Luis Carrero Blanco, José Bermejo y Carballo, Manuel Díez-Crespo, Celestino López Martínez o Rafael Laffón.

## Paso por la carrera oficial
| Predecesor: El Valle | Orden de entrada en carrera oficial (Jueves Santo) 7.º lugar | Sucesor: El Silencio (La Madrugá) |